# Antoine-Louis Barye

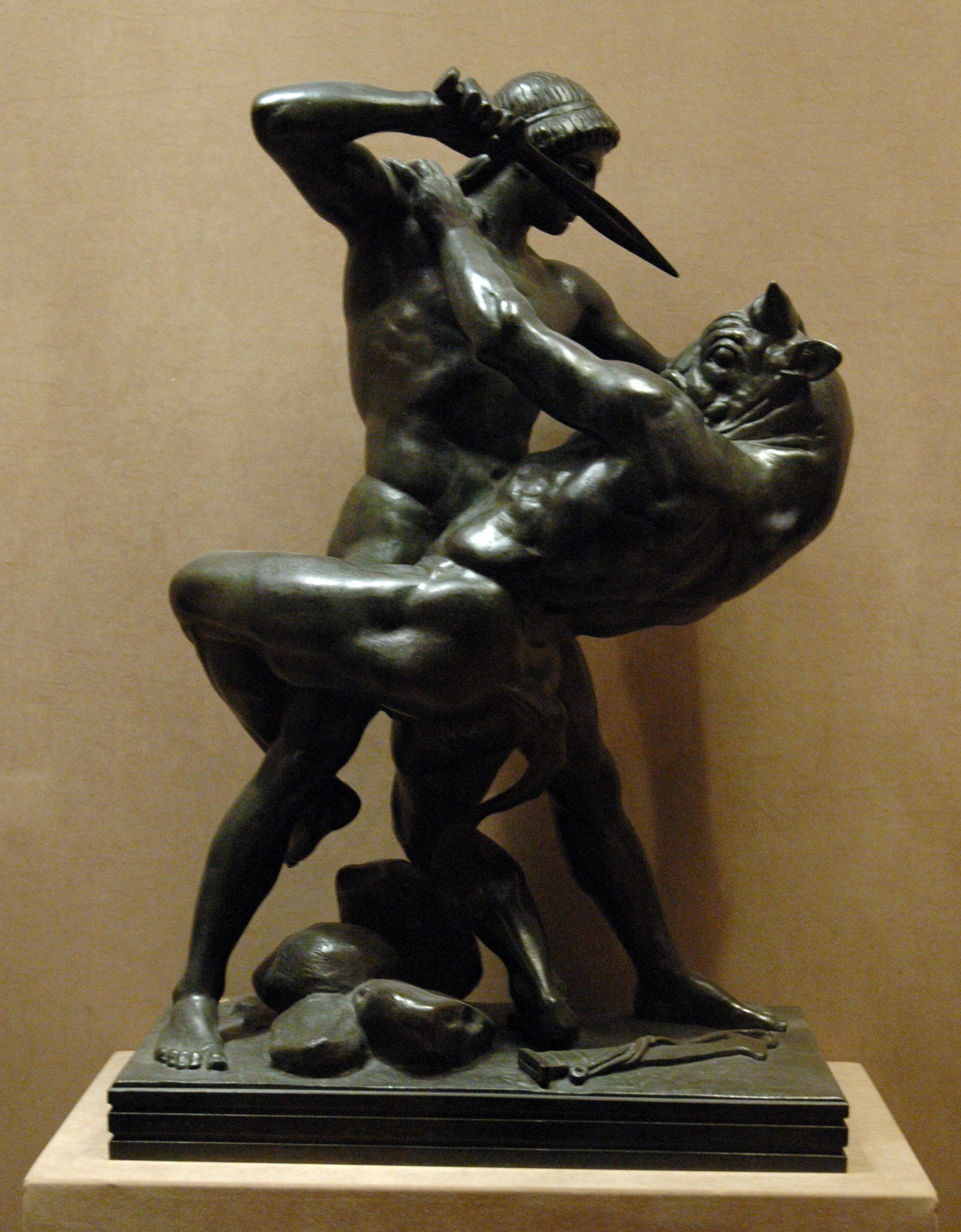
Thésée et le Minotaure, museu del Louvre.

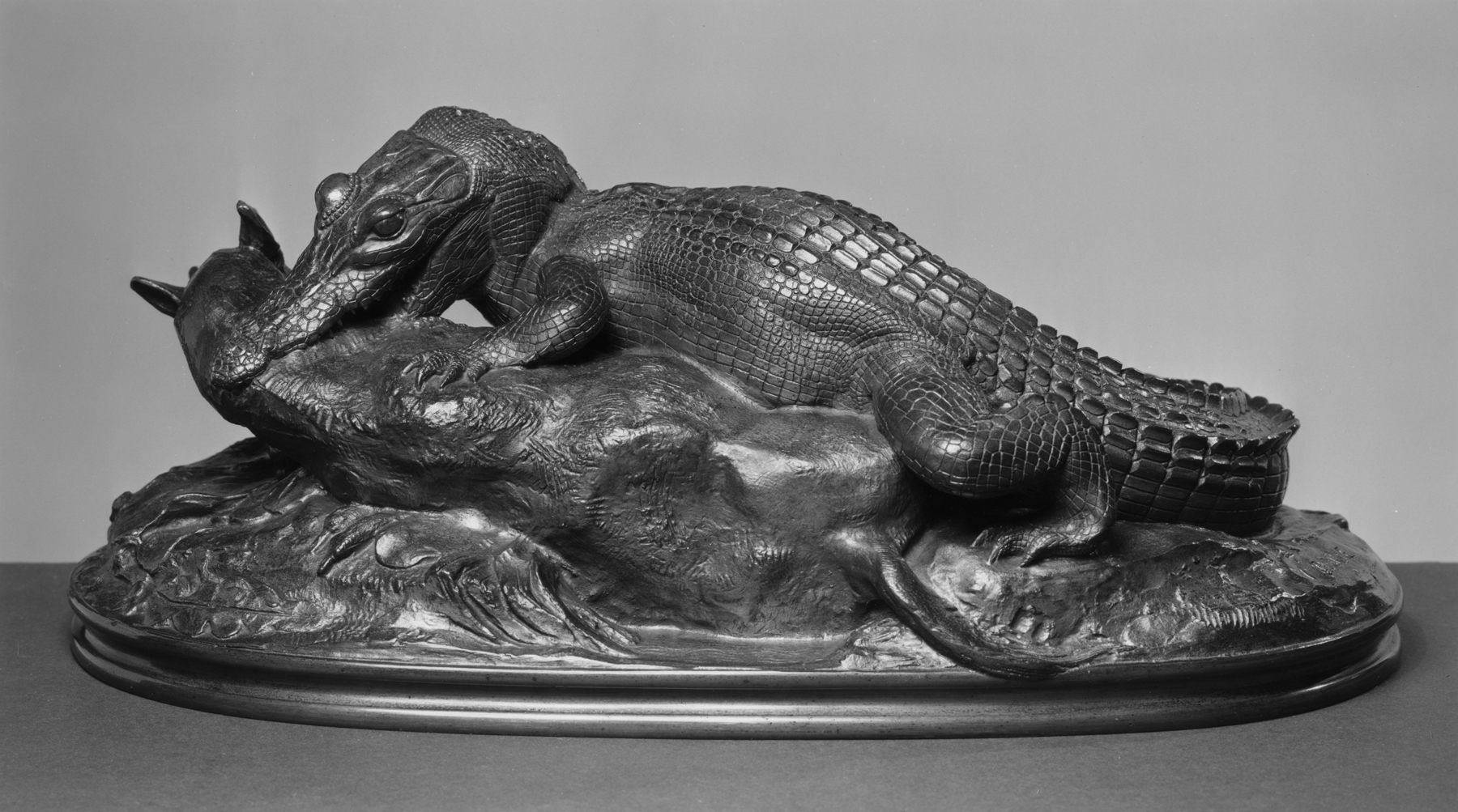
Cocodril devorant un antilop Walters Art Museum.

Antoine Louis Barye (París, 24 de setembre de 1795 - 25 de juny de 1875), fou un escultor del romanticisme i realisme francès.

## Biografia
Fill d'un orfebre, al taller del seu pare va adquirir el gust pel detall. Va ser a més a més deixeble de François Joseph Bosio i Antoine-Jean Gros, va ingressar a la École Nationale Supérieure des Beaux-Arts el 1818. Va tenir una foneria pròpia per realitzar les seves obres utilitzant tècniques molt avançades al seu temps. Va ser professor del Museu d'Història de París i va tenir Auguste Rodin com a alumne. Va treballar gairebé sempre el bronze, destacant les seves escultures d'animals en lluita, per als que prenia apunts realitzats a la Ménagerie, el zoològic del Jardí de les Plantes, a París. Encara que el seu material favorit va ser el bronze, també va esculpir en pedra uns grups escultòrics pel Louvre com La Pau, Força, Guerra i Orde.

## Estil
Barye va ser un dels primers i més representatius exemples del naturalisme. Al mateix temps, va recollir el gust romàntic pels paisatges exòtics, plasmant bèsties salvatges amb fortes escenes d'afrontament com el Tigre devorant un gavial que va presentar al Saló de 1831 va tenir una molt favorable crítica.
El rei li va encarregar el 1833 una escultura per al Jardí de les Teuleries, Barye va realitzar el Lleó amb serp com al·legoria de la monarquia aixafant la insurrecció (tres anys després dels disturbis de 1830). Aquesta obra va ser unànimement acceptada i Alfred de Musset va comentar sobre seu: «El lleó de bronze del Sr. Barye fa por, com la natura. Quina força i quina veritat! El lleó rugeix, i se senten els xiulets de la serp...» 
L'estil animalístic de Barye es va suavitzar des de 1843, sense perdre el vigor va realitzar grups com Teso i el Minotaure amb una gran energia i moviment.